# Miguel Guerrieri
Miguel Guerrieri war ein argentinischer Fußballspieler.

## Karriere
Miguel Guerrieri begann beim Club Atlético Huracán 1936 seine Profikarriere und wechselte im Folgejahr zum CA Los Andes. 1941 ging der Abwehrspieler ins Nachbarland Chile und schloss sich erst Santiago National Juventus an und ging dann zum CSD Colo-Colo, bei dem er auf weitere Landsleute wie Torwart Obdulio Diano oder Stürmer Eladio Vaschetto traf. Von 1943 bis 1945 gibt es keine Informationen zu seiner Karriere. Ab 1946 spielte Guerrieri in Venezuela für verschiedene Klubs und beendete dort 1949 bei der Escuela Militar FC in der Copa Venezuela seine Karriere.